# Kia Clarus
La Kia Clarus è un'automobile della casa automobilistica coreana Kia Motors prodotta dal 1996 al 2001, venduta sui mercati sudcoreano e australiano come Kia Credos.

## Contesto
Importata in Italia dal 1997 al 2000 venne venduta in un numero molto limitato di esemplari, quasi tutti in versione Station Wagon. Disponibile con 2 motori diversi, un 1.8 e un 2.0, ma solo a benzina mentre non era disponibile nella versione a gasolio, cosa che contribuì a determinarne il poco successo in Italia.

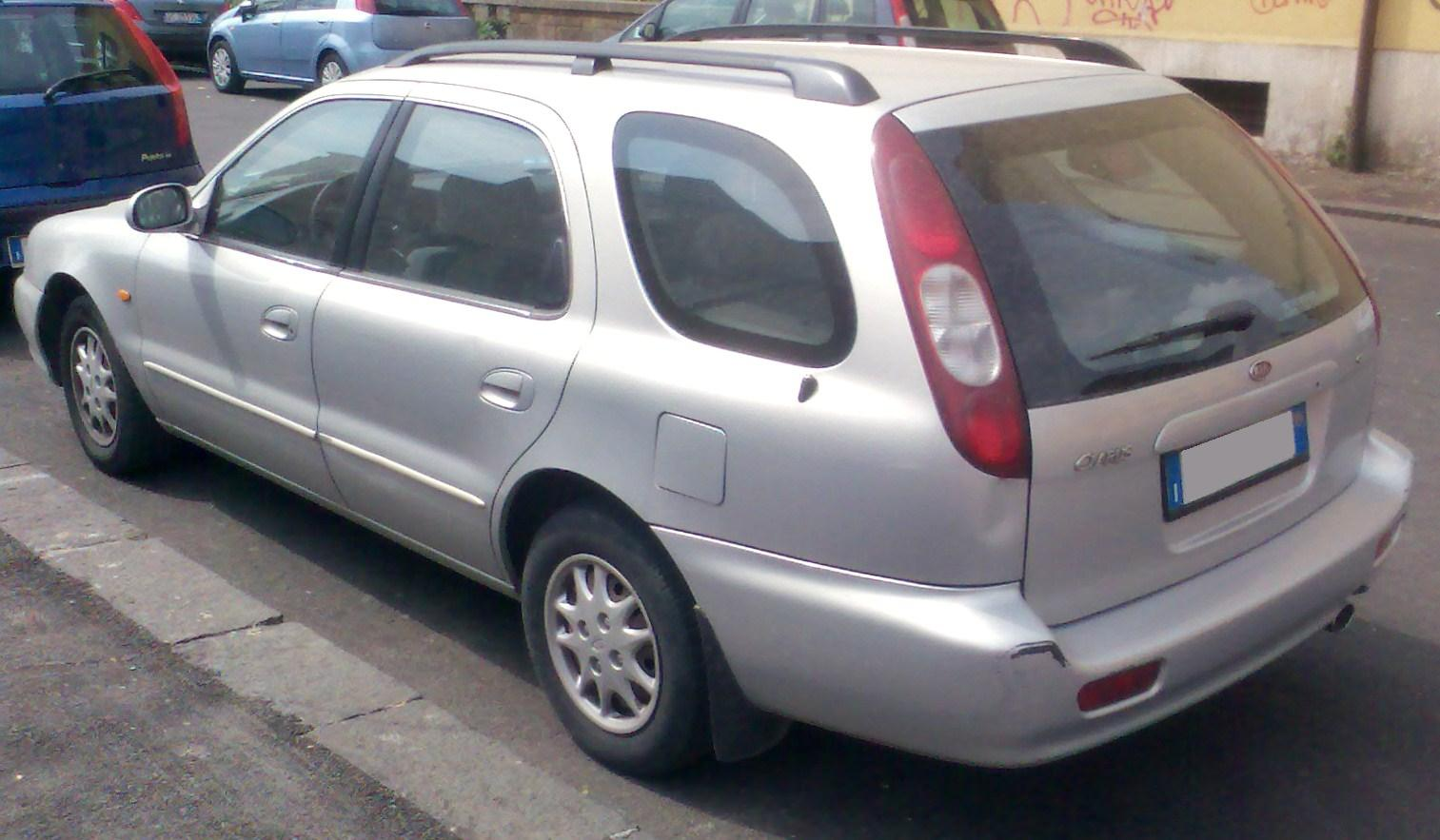
Una Clarus Wagon

## Motorizzazioni
| Modello | Disponibilità       | Motore  | Cilindrata (cm³) | Potenza        | Coppia Massima (Nm) | Emissioni CO2 (g/Km) | 0–100 km/h (secondi) | Velocità max (Km/h) | Consumo medio (Km/l) |
| 1.8 16V | dal debutto al 2000 | Benzina | 1793             | 85 Kw (116 Cv) | 152                 | n.d                  | 11                   | 185                 | 10.3                 |
| 2.0 16V | dal debutto al 2000 | Benzina | 1998             | 98 Kw (133 Cv) | 171                 | n.d                  | 10.5                 | 195                 | 9.7                  |